# 津田増次郎
津田 増次郎（津田 增次郎、つだ ますじろう、1877年（明治10年）2月11日 - 1951年（昭和26年）11月24日）は、大日本帝国陸軍軍人。最終階級は陸軍少将。功四級。

## 経歴・人物
高知県香美郡赤岡村（現・香南市赤岡町）に生まれる。高知県尋常中学海南学校（現・高知県立高知小津高等学校）を経て、1897年（明治30年）陸軍士官学校第9期卒業。
1918年（大正7年）7月に水戸連隊区司令官、1920年（大正9年）8月に陸軍歩兵大佐を経て、1922年（大正11年）2月に歩兵第19連隊長に任官。その後、1924年（大正13年）12月15日に陸軍少将に昇進と同時に待命、同月20日に予備役に編入した。
退役後は、在郷軍人会長、帝国在郷軍人会高知支部顧問、高知市議会議員などを務めた。
1947年（昭和22年）11月28日、公職追放仮指定を受けた。

## 栄典
勲章等
- 1940年（昭和15年）8月15日 - 紀元二千六百年祝典記念章[5]